# John Ellerton Stocks
John Ellerton Stocks M.D., F.L.S ( * 1822 -1854), fue un nativo de Cottingham,
Inglaterra, que se distinguió como botánico en India.

## India
Se emplea en el "Bombay Medical Staff" en los 1840s. Durante la mayor parte de su servicio, estuvo en Sind.

### Sind
Allí fue vacunador e inspector de drogas.
- La abreviatura «Stocks» se emplea para indicar a John Ellerton Stocks como autoridad en la descripción y clasificación científica de los vegetales.[2]